# 米纳苏
米纳苏是巴西戈亚斯州的一个市镇。总面积2860.719平方公里，总人口34584人，人口密度12.1人/平方公里。